# Tylko ją kochaj
Tylko ją kochaj (ang. Live a Little, Love a Little) – amerykański film z 1968 roku w reżyserii Normana Tauroga z udziałem Elvisa Presleya.